# Steve Jobs - L'uomo che ha inventato il futuro
Steve Jobs - L'uomo che ha inventato il futuro (The Steve Jobs Way) è una biografia del 2011 scritta da Jay Elliot e Simon L. William su Steve Jobs, presidente del consiglio di amministrazione di Apple Inc.

## Contenuto
Dalle riunioni con gli sviluppatori ai laboratori di design, dalle prove di forza con il consiglio di amministrazione al mondo fuori dalla Silicon Valley, il libro si propone di raccontare il vero Steve Jobs, la storia autentica di un "ragazzo prodigio" che ha trasformato la tecnologia e il mondo in cui viviamo, il nostro modo di lavorare, divertirci e comunicare. 
Non soltanto il ritratto di uno Steve Jobs che non si vedrà mai sul palco - narrato da una persona che lo conosce da oltre trent'anni e con interviste esclusive a molti protagonisti della storia della Apple Computer, amici e nemici -, ma anche un'analisi approfondita del suo approccio al business e alla conduzione aziendale. 
Dall'Apple II al MacIntosh, la drammatica caduta in disgrazia di Jobs e il suo ritorno al timone della Apple, fino alla Pixar, all'iPod, all'iPhone e all'iPad e altro: con esempi concreti vengono ripercorsi i trionfi e le battute d'arresto di Jobs.
Il saggio si concentra sullo stile di management di Jobs, che ha generato ondate di innovazione capaci di rivoluzionare interi settori economici.